# Зильберберг (крепость, Польша)
Зильберберг (нем. Festung Silberberg, пол. Twierdza Srebrnogórska) — единственная полноценная крепость в польской Силезии. Расположена около деревни Сребрна Гора, в гмине Стошовице, в Нижнесилезском воеводстве, Польша. Комплекс является одним из самых крупных крепостных сооружений Европы с самой высокой бастионной цитаделью. За всё время своего существования укрепления ни разу не были захвачены врагами. По своему типу относится к замкам на вершине.

## История

### Строительство

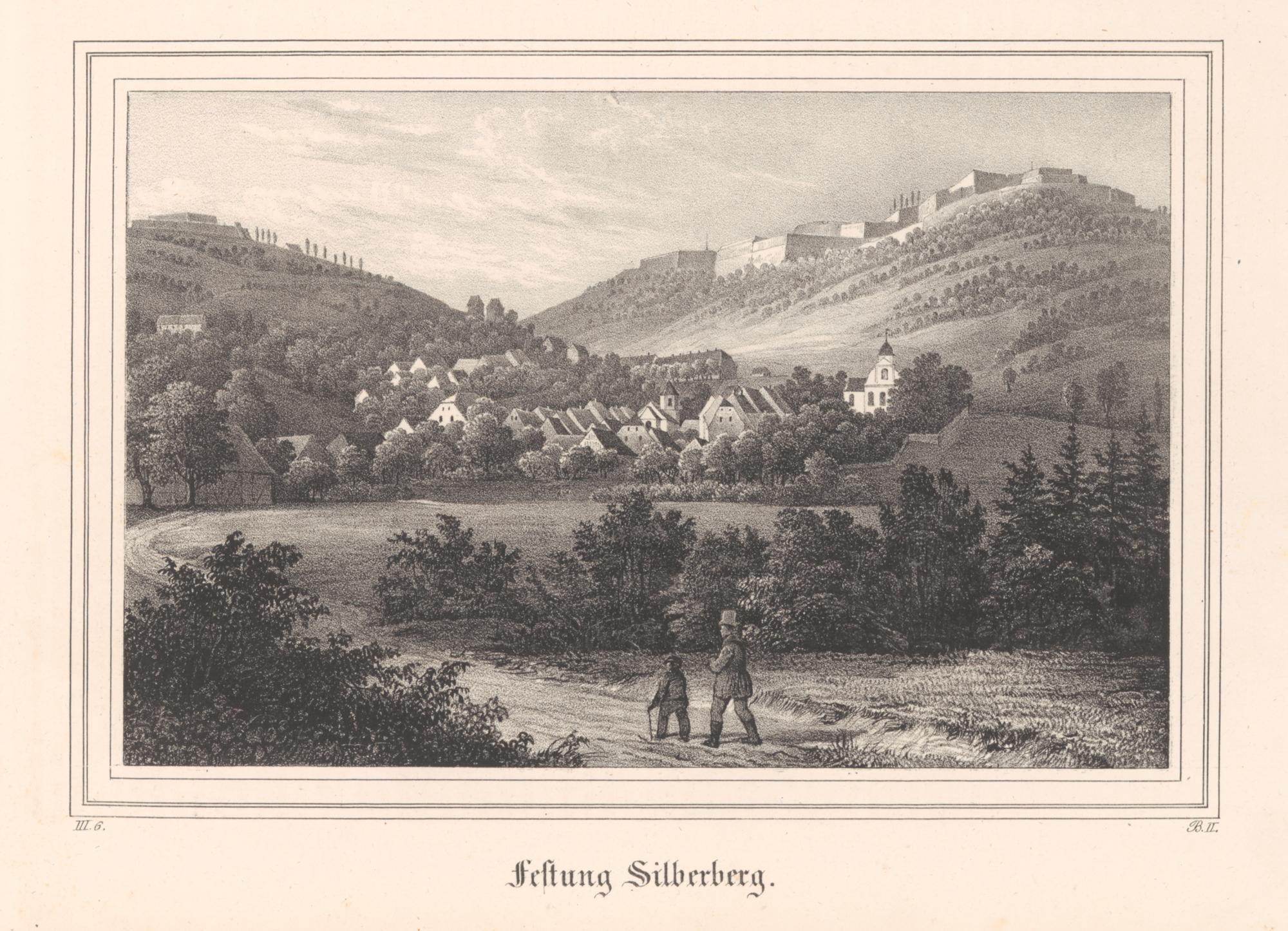
Форты крепости на рисунке 1842 года

Крепость была построена в XVIII веке по приказу прусского короля Фридриха II Великого. Проект подготовил инженер Людвик Вильгельм Реглером. Правки в чертежи вносил сам монарх Пруссии.  
Крепость должна была стать центральным пунктом обороны Силезии, которую прусские войска захватили в 1740 году. Для строительства неприступных укреплений выбрали два высоких холма, расположенных в районе Серебряного перевала (586 метров над уровнем моря): гора Хоэнштайн (основные укрепленная, 686 метров над уровнем моря) и гора Шпицберг (627 метров над уровнем моря). Основу крепости составляли шесть фортов. Строительством занимались от 4 до 4,5 тысяч рабочих. Стройка продолжалась 12 лет (с 1765 по 1777 годы), а её стоимость составила 1 668 000 талеров (в том числе 70 000 напрямую «пожертвовали» силезцы). Финансирование обеспечивалось специальным налогом, который собирался в Силезии. По предварительным расчётам гарнизон должен был состоять, примерно, из трёх тысяч солдат.
Крепость оставалась важной твердыней до 1800 года, до года смерти короля Фридриха Вильгельма II, который не жалел средств на поддержание оборонительных сооружений в идеальном порядке. В 1800 году цитадель посетил посол США в Берлине Джон Куинси Адамс (будущий президент Соединенных Штатов).
Первым и в общем-то единственным испытанием оборонительных сооружений стала осада крепости наполеоновской армией во время войны между Пруссией и Францией (Война четвёртой коалиции 1806–1807 годов). 28 июня 1807 года подразделения союзных Наполеону баварцев и вюртембержцев штурмовали форты. Гарнизон под командованием Богислауса фон Шверина сравнительно легко смог отбить штурм. Комендант открыл ворота лишь после подписания Тильзитского мирного договора 9 июля 1807 года.
В 1830–1848 годах крепость использовалась в качестве тюрьмы.

### Туристический объект

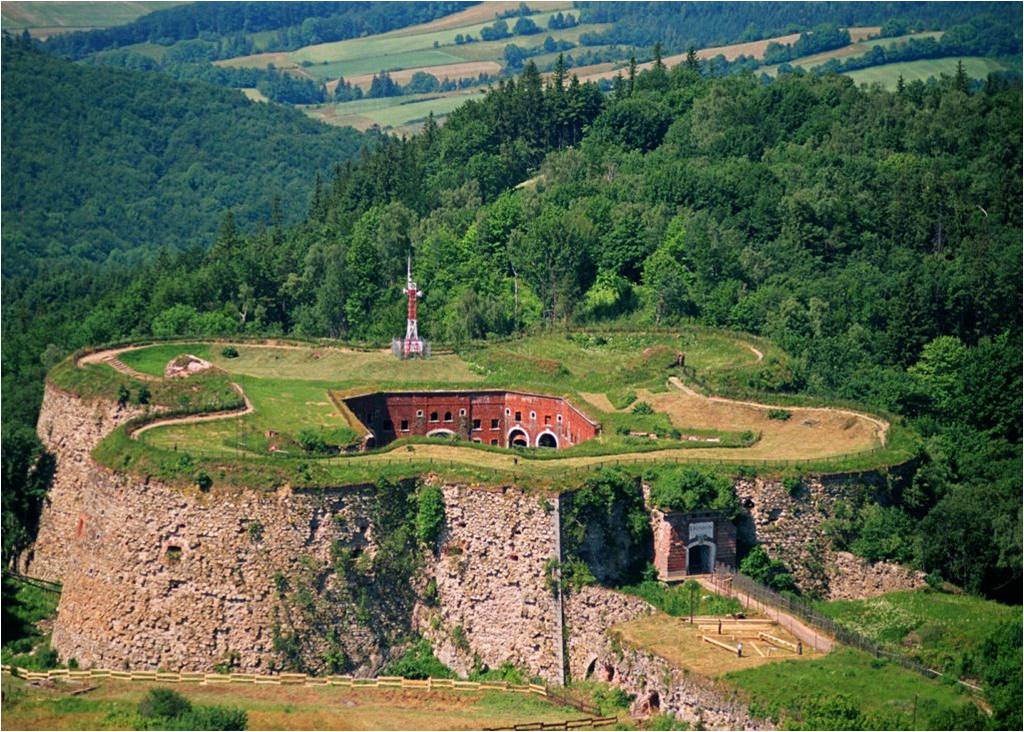
Вид цитадели крепости

1 января 1860 года вышел указ об упразднении устаревшей крепости. Последние солдаты гарнизона покинули её в 1867 году. В течение последующих нескольких лет укрепления служили полигоном для артиллерийских стрельб и испытаний взрывчатых веществ.
В конце XIX века в Европе стал активно развиваться туризм. И вскоре последовало распоряжение прусских властей о прекращении разрушительных военных экспериментов. Более того, местным властям было поручено сделать крепость привлекательной для посетителей.
В начале XX века были организованы маршруты для осмотра фортов. После Первой мировой войны главный форт отремонтировали, а внутри появился ресторан «Донжон».

### Вторая мировая война
После начала Второй мировой войны нацисты устроили в бывших фортах лагерь для пленных польских офицеров (с 15 декабря 1939 года по 1 сентября 1941-го). Всего здесь содержались в заключении более 300 человек. В том числе Командир береговой обороны контр-адмирал Юзеф Унруг и командор Стефан Франковский. Известным стал дерзкий побег девяти арестованных в ночь с 5 по 6 мая 1940 года. Трое из беглецов смогли добраться до Чехии, затем Турции, а в итоге добрались до Сирии, где вошли в состав Карпатской стрелковой бригады. Позднее в Ливии эти офицеры приняли участие в сражении под Тобруком. Остальные беглецов немцы сумели перехватить.

### После 1945 года
В 1945 году здания бывшей крепости оказались разграблены солдатами Красной Армии. С конца 1940-х годов укрепления стали превращаться в руины.
Лишь в 1965 году организация Польское туристско-краеведческое общество и Союз польских харцеров стали инициаторами превращения крепости в памятник архитектуры. Начались работы по реставрации и приведению фортов в порядок. 28 июня 1974 года в бывшем форте Донжон был открыт Музей тяжелого огнестрельного оружия.
Указом Президента Польской Республики от 14 апреля 2004 года крепость объявлена национальным историческим памятником.

## Описание
Крепость представляет из себя сложную систему внешних укреплений и центральную цитадель. Все бастионы приспособлены для ведения артиллерийского огня. В комплексе предусмотрено 151 помещение (казематы). Самые высокие здание имеют три этажа.
В крепости предусмотрены огромные по площади склады, колодцы, арсеналы, часовня, тюрьма, больница, пекарня, мастерские и даже пивоваренный завод. Зильбербург мог достаточно продолжительное время оставаться самодостаточным сооружением, где имелось всё необходимое для проживания значительного гарнизона. По плану предусматривались постоянные запасы на 3-5 месяцев энергичной осады. Максимальное количество солдат гарнизона — 3756 человек.
Защиту крепости обеспечивали 264 орудия.
Для бесперебойного обеспечения водой внутри крепости были пробурены девять скважин. Самая глубокая находилась в форте Шпицберг (84 метра).
Цитадель состоит из четырёх бастионов. Диаметр каждого 60 метров, а толщина клади стен достигает 12 метров. С верхней площадки открывается уникальный вид на Бардские горы.

## Известные заключённые
- Вильгельм Вольф — с 30 июля 1835 по 30 июля 1838 года

## Галерея

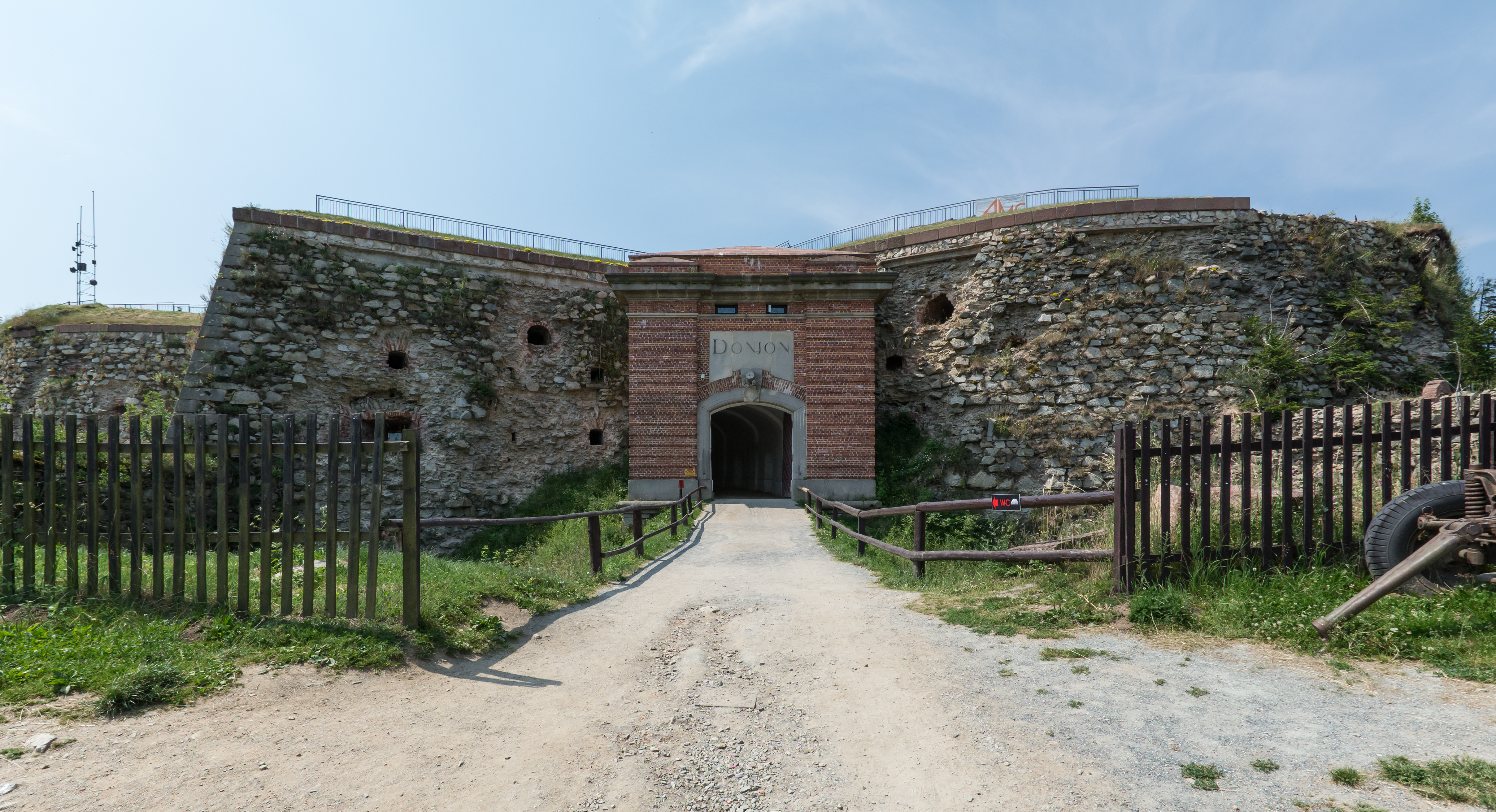
Ворота ведущие в цитадель
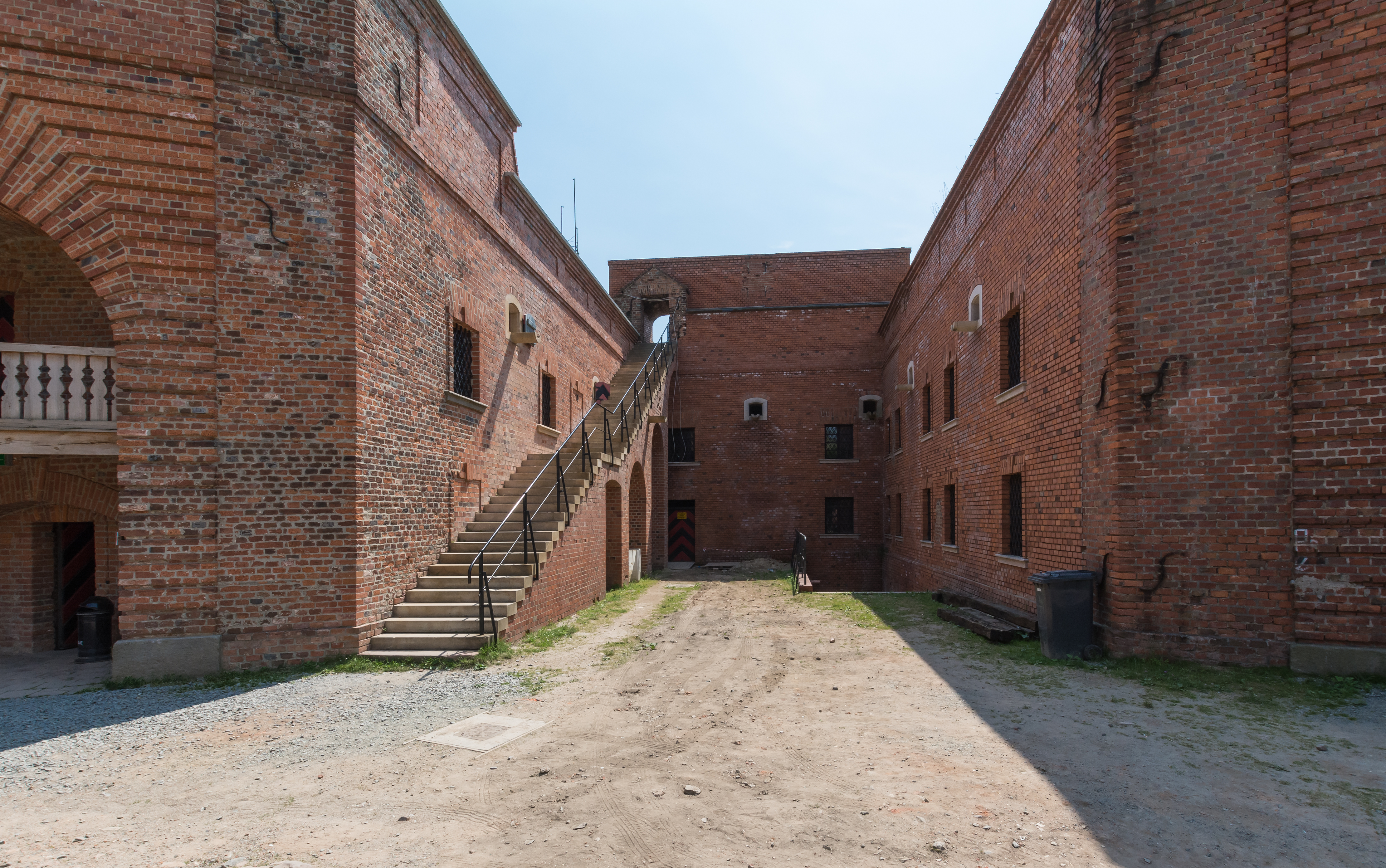
Внутренний двор цитадели
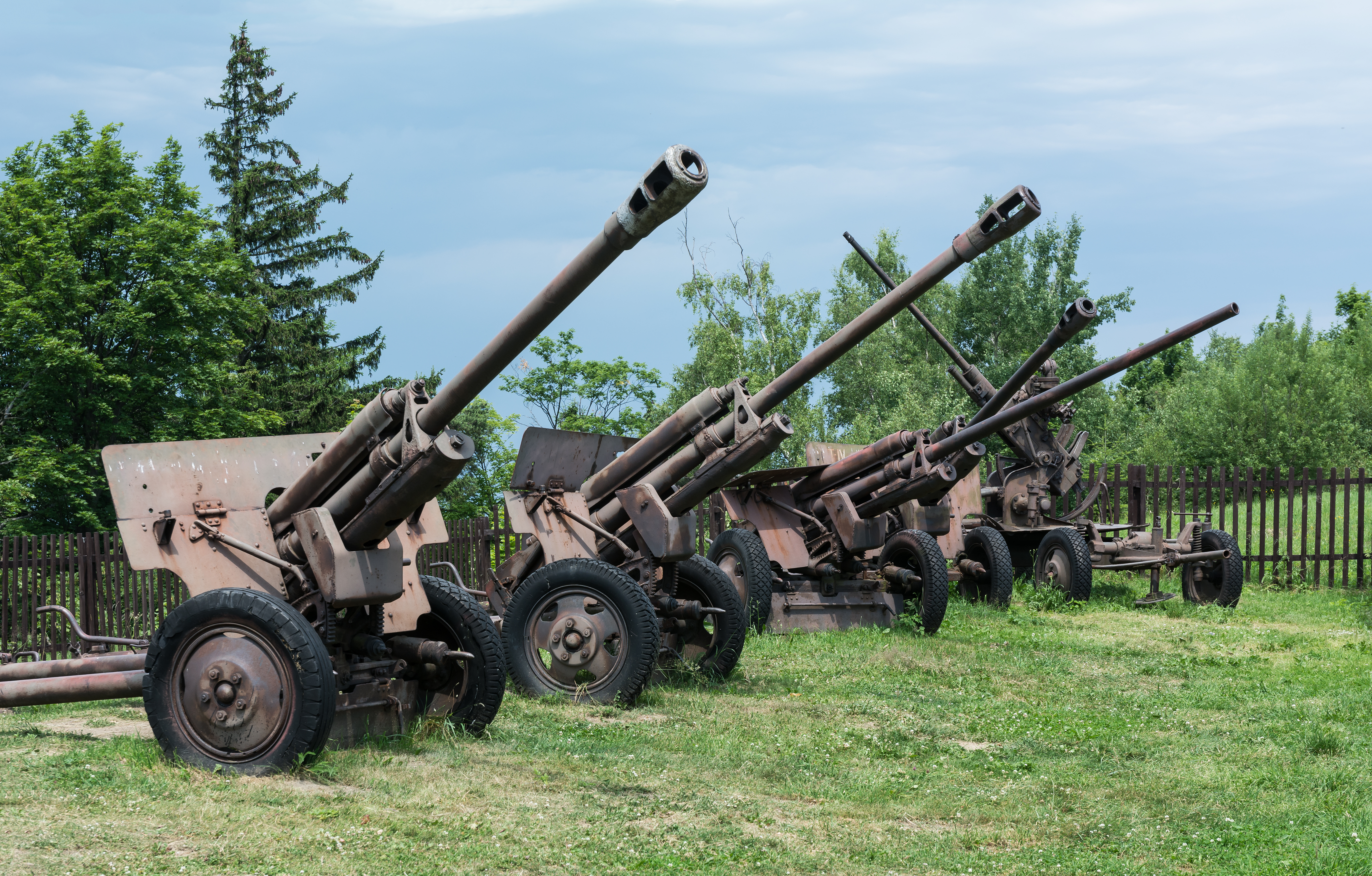
Орудия на площадке Музея тяжёлого вооружения
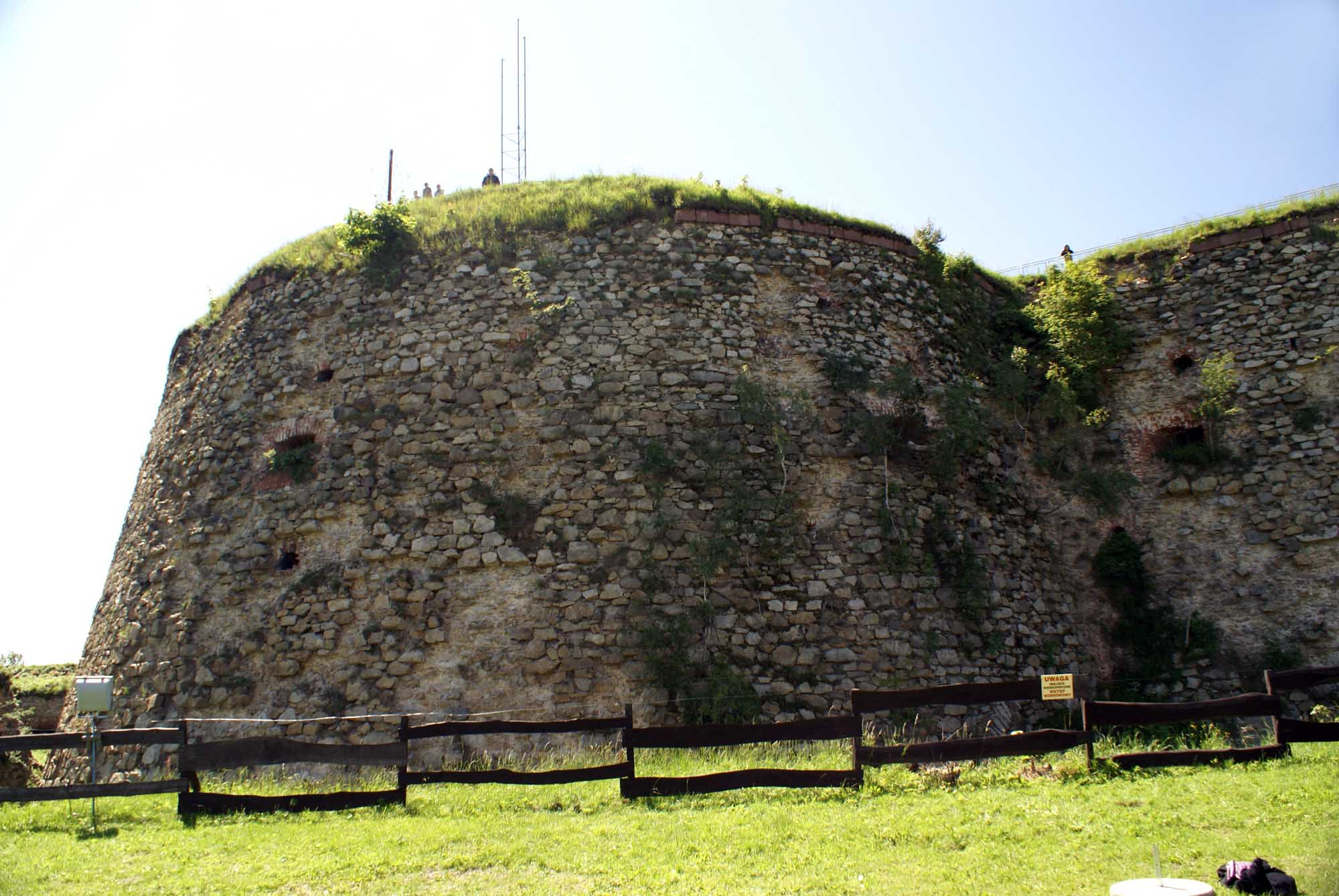
Внешняя стена одного из бастионов
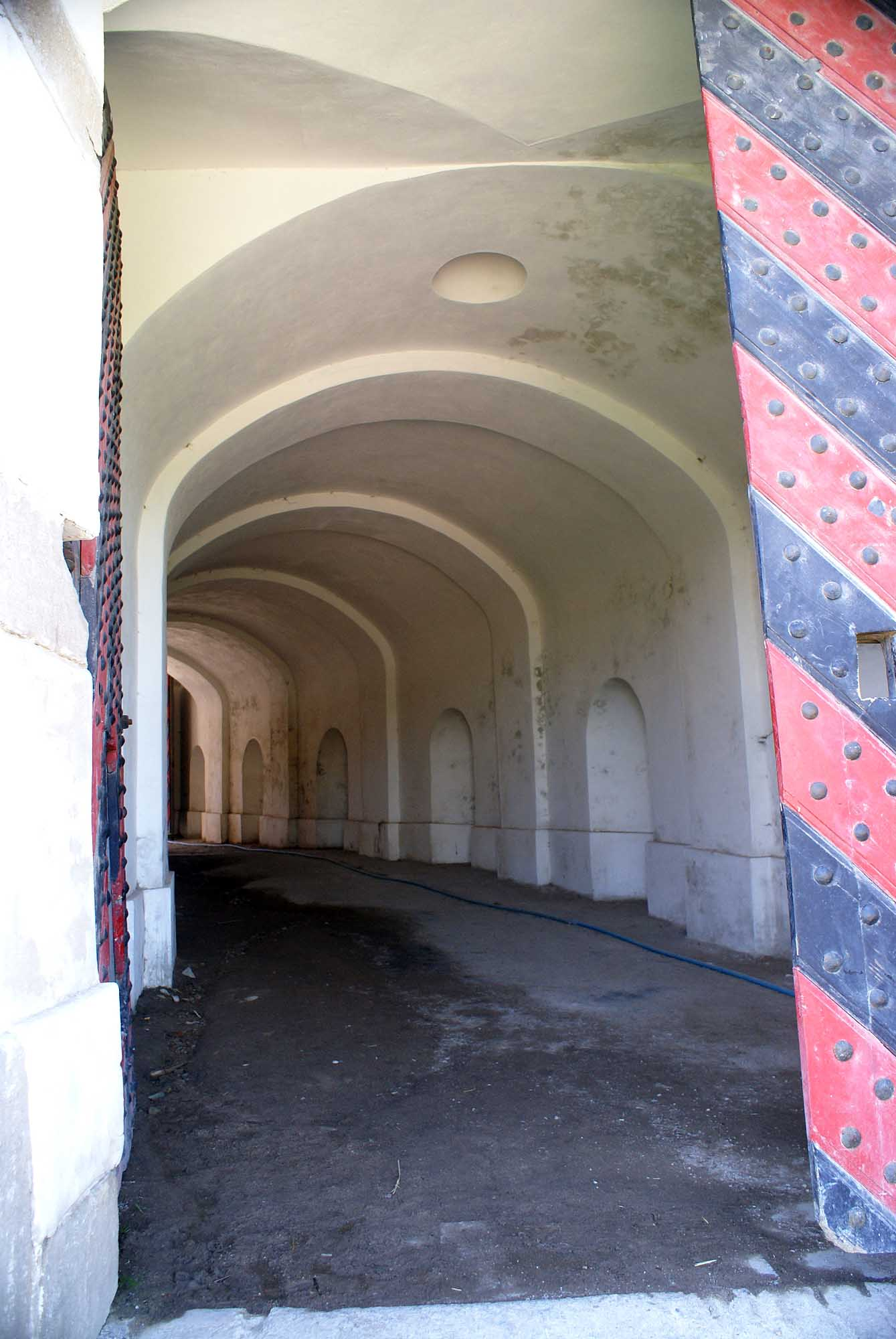
Проход, ведущий в цитадель